# Wiesiołaja Griwa (obwód wołogodzki)
Wiesiołaja Griwa (ros. Весёлая Грива) – wieś w Rosji, w rejonie nikolskim obwodu wołogodzkiego. W 2002 r. liczyła 2 mieszkańców, a w 2010 r. była niezamieszkana.